# 작은 사랑
〈작은 사랑〉(일본어: ちいさな恋 치사나코이[*])은 일본의 가수 아마치 마리의 두 번째 싱글로, 1972년 2월 5일 발매되었다. (7" Vinyl: SONA-86214) 곡의 작사는 야스이 카즈미 (安井かずみ)가 담당했다. B 사이드 곡은 〈어느 날 나도〉(ある日私も 아루히와타시모[*])이며, 곡의 작사는 와다 준코 (わだじゅんこ)가 담당했다. 이 두 곡의 작곡자와 편곡자는 모두 동일하며, 작곡은 하마구치 쿠라노스케 (浜口庫之助)가, 편곡은 마카이노 슌이치 (馬飼野俊一)가 맡았다.
이 작품은 아마치 마리의 첫 오리콘 싱글 차트 1위 곡이며, 당시 54.7만 장의 판매량을 기록했다.

## 수록곡
| #            | 제목                              | 작사          | 작곡                | 편곡            | 재생 시간 |
| ------------ | --------------------------------- | ------------- | ------------------- | --------------- | --------- |
| 1.           | 〈〈작은 사랑〉〉 (ちいさな恋)    | 야스이 카즈미 | 하마구치 쿠라노스케 | 마카이노 슌이치 | 3:24      |
| 2.           | 〈〈어느 날 나도〉〉 (ある日私も) | 와다 준코     | 하마구치 쿠라노스케 | 마카이노 슌이치 | 2:59      |
| 총 재생 시간 | 총 재생 시간                      | 총 재생 시간  | 총 재생 시간        | 총 재생 시간    | 6:23      |